# Динсмор (аэропорт)
Аэропорт Динсмор (англ. Dinsmore Airport), (FAA LID: D63), formerly Q25, — государственный гражданский аэропорт, расположенный в 1,6 километрах к востоку от города Динсмор, округ Гумбольдт (Калифорния), США.
Аэропорт обслуживает главным образом рейсы авиации общего назначения.

## Операционная деятельность
Аэропорт Динсмор занимает площадь в 9 гектар, расположен на высоте 724 метров над уровнем моря и эксплуатирует одну взлётно-посадочную полосу:
- 9/27 размерами 765 х 15 метров с асфальтовым покрытием.